# Deutsche Verbindungs- und Unterstützungsgruppe

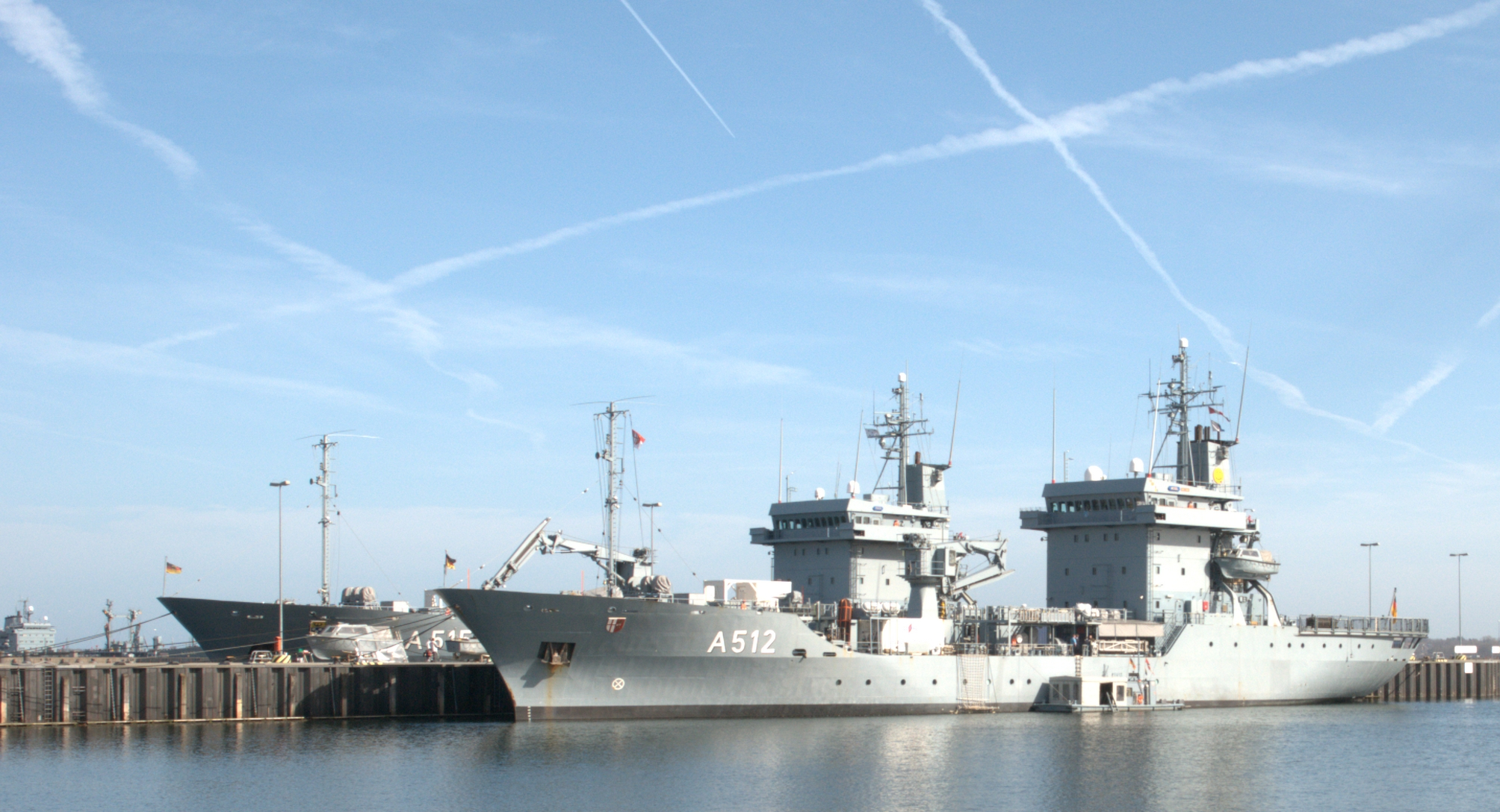
Die Tender Mosel (vorn) und Main, hier in Kiel, bildeten in den ersten beiden Kontingenten den Kern der MLBE

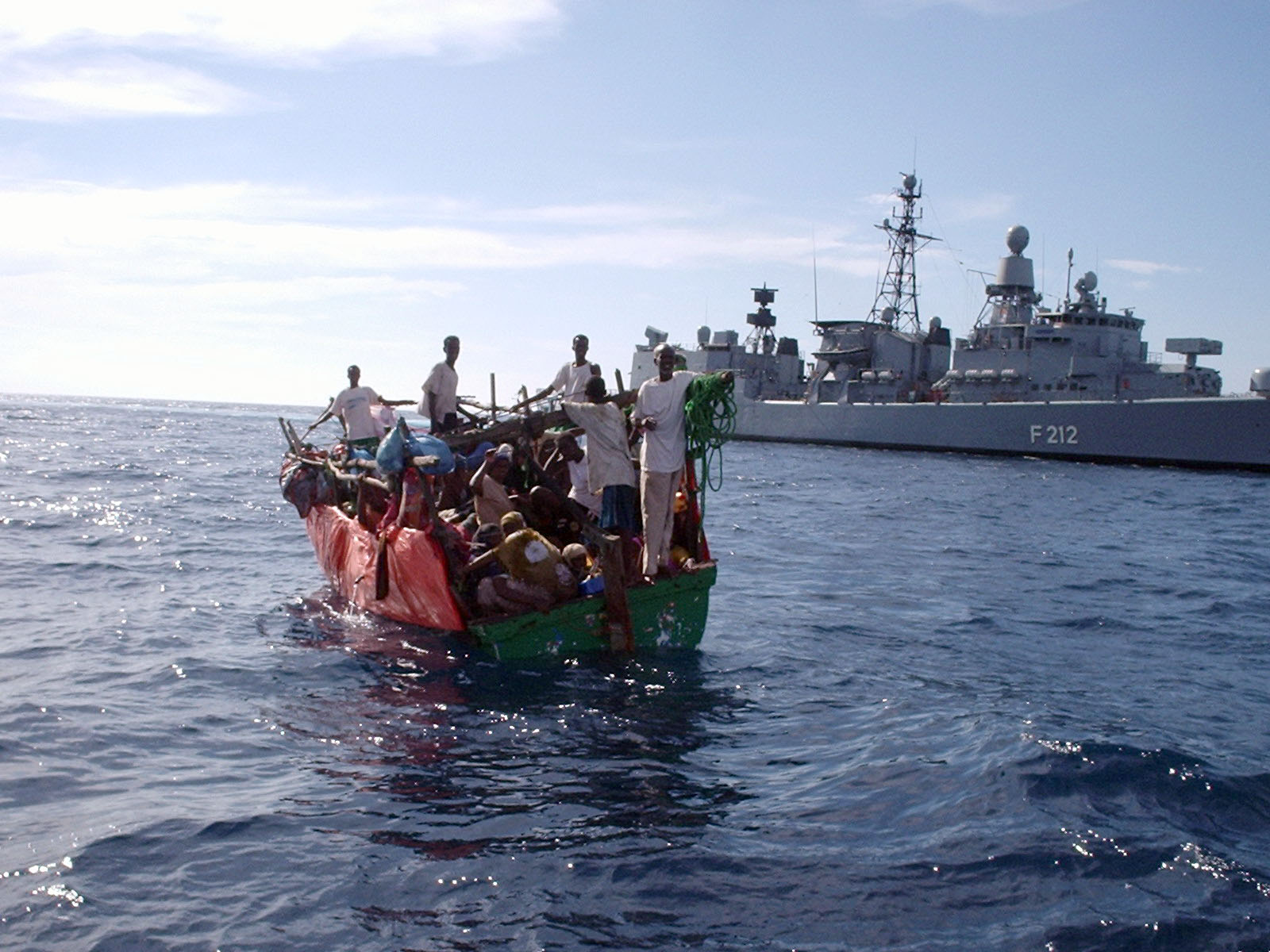
Fregatten wie die Karlsruhe, hier während der Operation Enduring Freedom, wurden regelmäßig durch die DVUG unterstützt

Die Deutsche Verbindungs- und Unterstützungsgruppe Djibouti (DEU VbdgUstgGrp DJI, DVUG) in Dschibuti war eine logistische Einrichtung der Bundeswehr zur Unterstützung der am Horn von Afrika operierenden Marineeinheiten, die von 2002 bis 2021 bestand.

## Marinelogistikbasis im Einsatzgebiet
Nach den Anschlägen vom 11. September 2001 beschloss der Deutsche Bundestag am 16. November 2001 die Teilnahme der Bundeswehr an der Operation Enduring Freedom. Zu den hierfür vorgesehenen deutschen Kräften gehörte ein Marinekontingent, das am Horn von Afrika eingesetzt wurde. Zu seiner Unterstützung wurde in Dschibuti eine Marinelogistikbasis im Einsatzgebiet (MLBE) eingerichtet.
Der Aufbau der MLBE begann am 27. Januar 2002 mit dem Einlaufen des Tenders Main, der die wichtigsten logistischen Einrichtungen an Bord mitführte. Der Stab der MLBE wurde in einem Hotel untergebracht. Aufgabe war die logistische und die landseitige Sanitätsversorgung der in der Operation Enduring Freedom eingesetzten deutschen Einheiten in der Region. Diese waren zunächst in der Task Group 500.01 zusammengefasst, die anfangs aus zwölf Schiffen, diversen Luftfahrzeugen und etwa 1300 Soldaten bestand. Die MLBE unterstand dem Kommandeur dieses Verbandes (CTG 500.01) und bestand anfangs aus etwa 250 Soldaten aller Teilstreitkräfte, darunter eine Feldjägerkomponente.
Bis Sommer 2003 wurden Tender der Elbe-Klasse in der MLBE eingesetzt, danach wurde die logistische Unterstützung in den örtlichen französischen Marinestützpunkt verlegt. Das Personal wurde parallel zur Verkleinerung des Einsatzkontingents schrittweise auf 50 und 2006 auf 20 Bundeswehrangehörige reduziert. Diverse Arbeiten wurden an zivile Auftragnehmer vergeben.

## Verbindungs- und Unterstützungsgruppe
Als Folge der Reduzierung wurde die MLBE am 1. Juli 2007 in Deutsche Verbindungs- und Unterstützungsgruppe (DVUG) umbenannt. Das zu unterstützende Kontingent bestand in dieser Zeit meist aus einer Fregatte, einem Einsatzgruppenversorger oder einem Marinefliegerkommando mit einem Aufklärungsflugzeug. Die DVUG war dem deutschen Kontingentführer im Einsatzgebiet unterstellt, der wiederum durch das Einsatzführungskommando der Bundeswehr in Potsdam geführt wurde.
Am 19. Dezember 2008 beschloss der Deutsche Bundestag die Teilnahme der Bundeswehr an der Operation Atalanta zur Bekämpfung der Piraterie vor der Küste Somalias. Somit erhielt die DVUG einen zusätzlichen Unterstützungsauftrag, der bestehen blieb, als die deutsche Beteiligung an der Operation Enduring Freedom im Sommer 2010 endete. Aufgrund der Anforderungen wuchs die DVUG im Lauf der Zeit wieder auf 30 Angehörige auf, die zum größten Teil durch die Marine gestellt werden. Außerdem gehörte ein Element von vier Feldjägern zur DVUG, dessen Hauptaufgaben im Zusammenhang mit der Pirateriebekämpfung stehen.

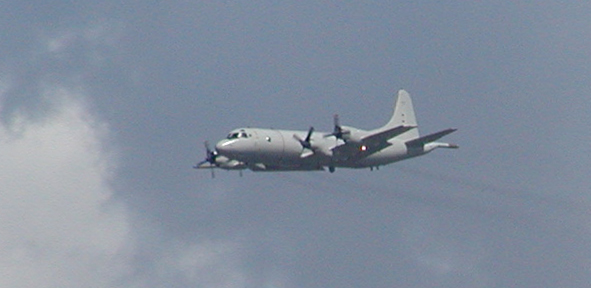
Seefernaufklärer des Typs P-3C Orion wurden von Dschibuti aus zur Seeraumüberwachung eingesetzt

Im Laufe der Zeit verringerte sich die deutsche Marinepräsenz am Horn von Afrika. Ende 2016 kehrte die Fregatte Bayern als letztes Schiffe aus einem Einsatz in der Region zurück. Ab 2017 wurden nur noch Seefernaufklärer P-3C Orion in insgesamt 22 Kontingenten nach Dschibuti entsandt. Die Führung der Verbindungsgruppe oblag dem Führer des Fliegerkontingents. Die Flugzeuge wurden hauptsächlich in den Zwischenmonsunzeiten eingesetzt, weil nur dann die Piraterie mit kleinen Booten möglich ist. Am 16. April 2021 wurde die deutsche Flagge vom 32. Einsatzkontingent am Horn von Afrika niedergeholt und die Verbindungsgruppe außer Dienst gestellt.

## Aufgaben
Wesentliche Aufgaben der DVUG waren:
- Unterstützung von in Dschibuti einlaufenden deutschen Kriegsschiffen,
- Unterstützung von in Dschibuti stationierten Marinefliegerkräften,
- Abwicklung von Personaltransporten von und nach Deutschland,
- Ingewahrsamnahme und Weiterleitung von durch deutsche Schiffe gefangengenommenen Piraten
- Unterstützung von Verbündeten u. a. mit einer Taucherdruckkammer[1]

## Bilanz
Insgesamt hat die DVUG folgende Leistungen erbracht oder unterstützt:
- Schutz von 258 Transporten des World Food Programme (WFP)
- Schutz von 561 Transporten der Afrikanischen Union in Somalia (African Union Mission in Somalia – AMISOM)
- Überwachung von 876 Transporten des WFP
- Über 1000 Flüge mit über 8000 Flugstunden deutscher Seefernaufklärer